# معبد پشوپتیناس
معبد پشوپتیناس (نپالی: पशुपतिनाथ मन्दिर) یک معبد معروف و مقدس هندو است که به پیشگاه پشوپیتناس وقف شده که در سواحل رودخانه باگماتی، در ۵ کیلومتری شمال شرقی دره کاتماندو و در بخش شرقی کاتماندو، پایتخت کشور نپال واقع شده‌است. مجموعه معبد از سال ۱۹۷۹ در زمره میراث جهانی یونسکو قرار گرفته‌است.

معبد پشوپتیناس
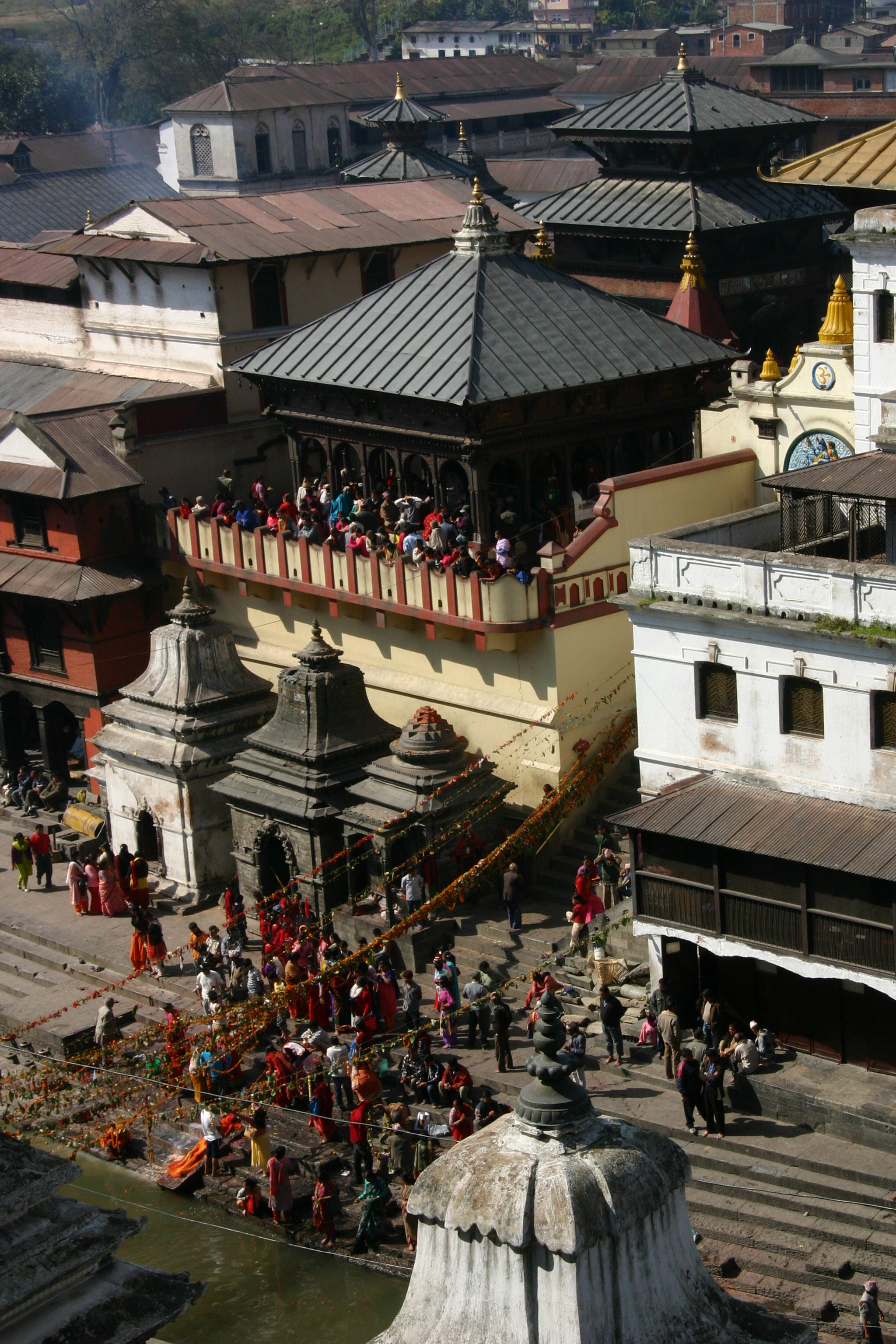
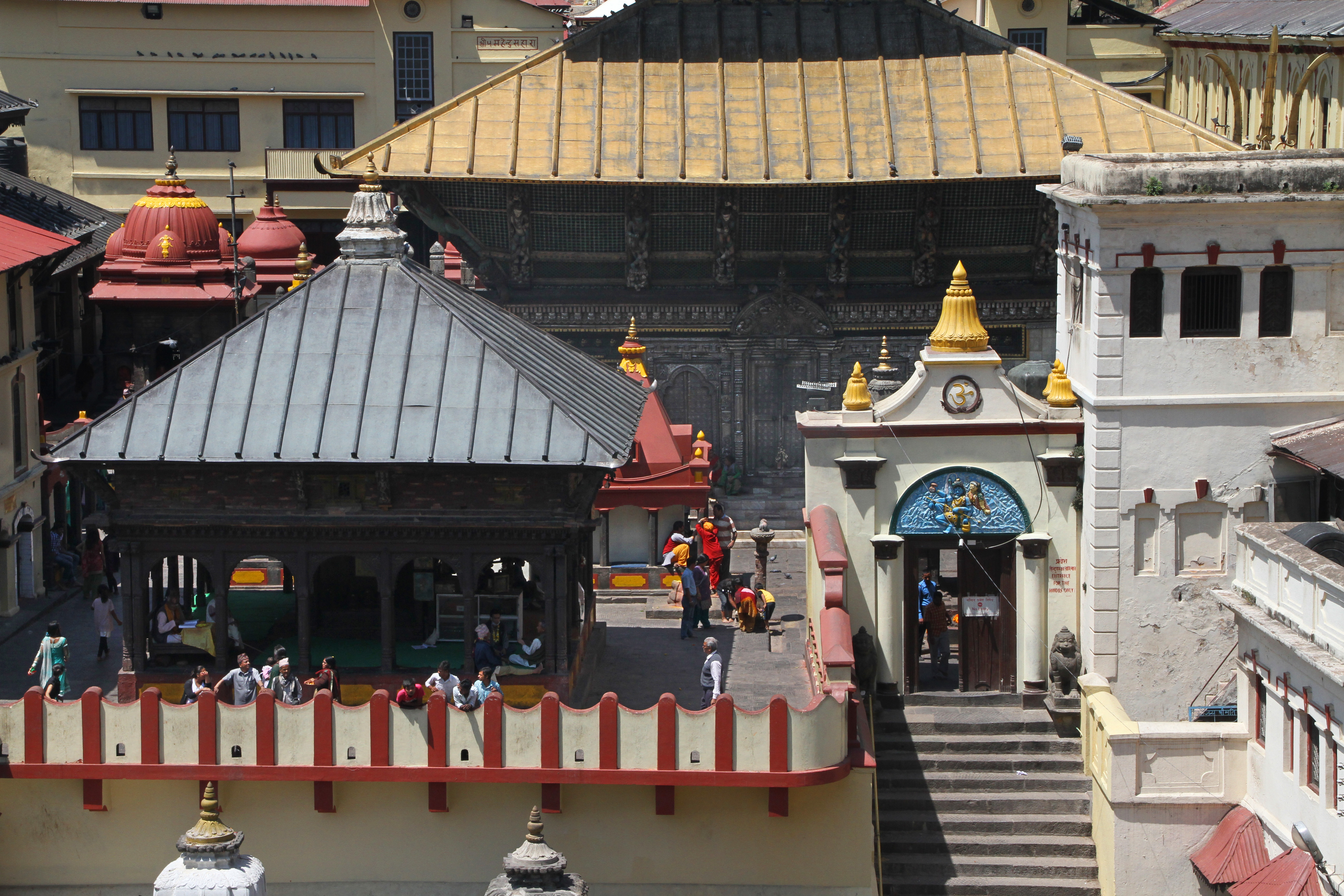
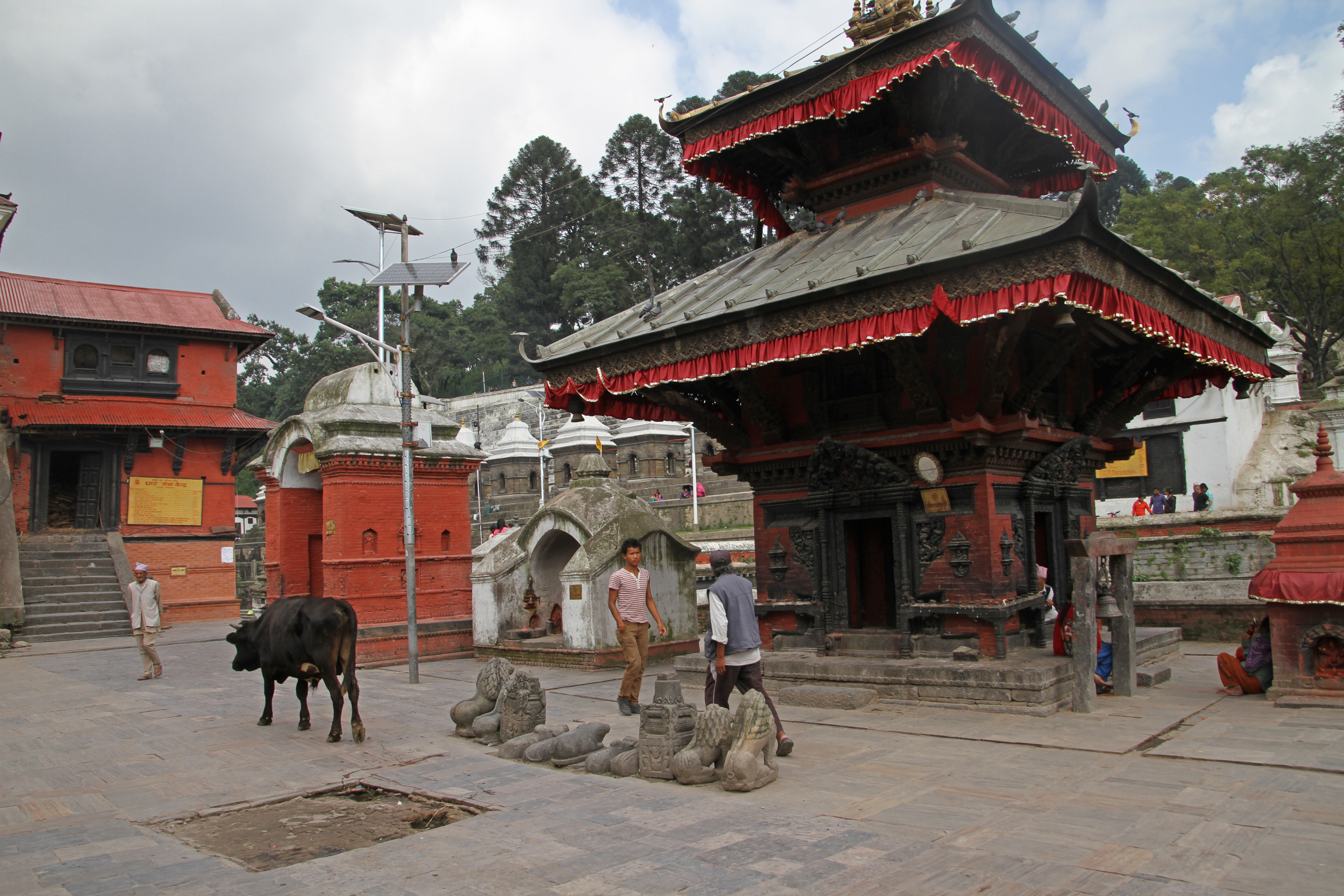
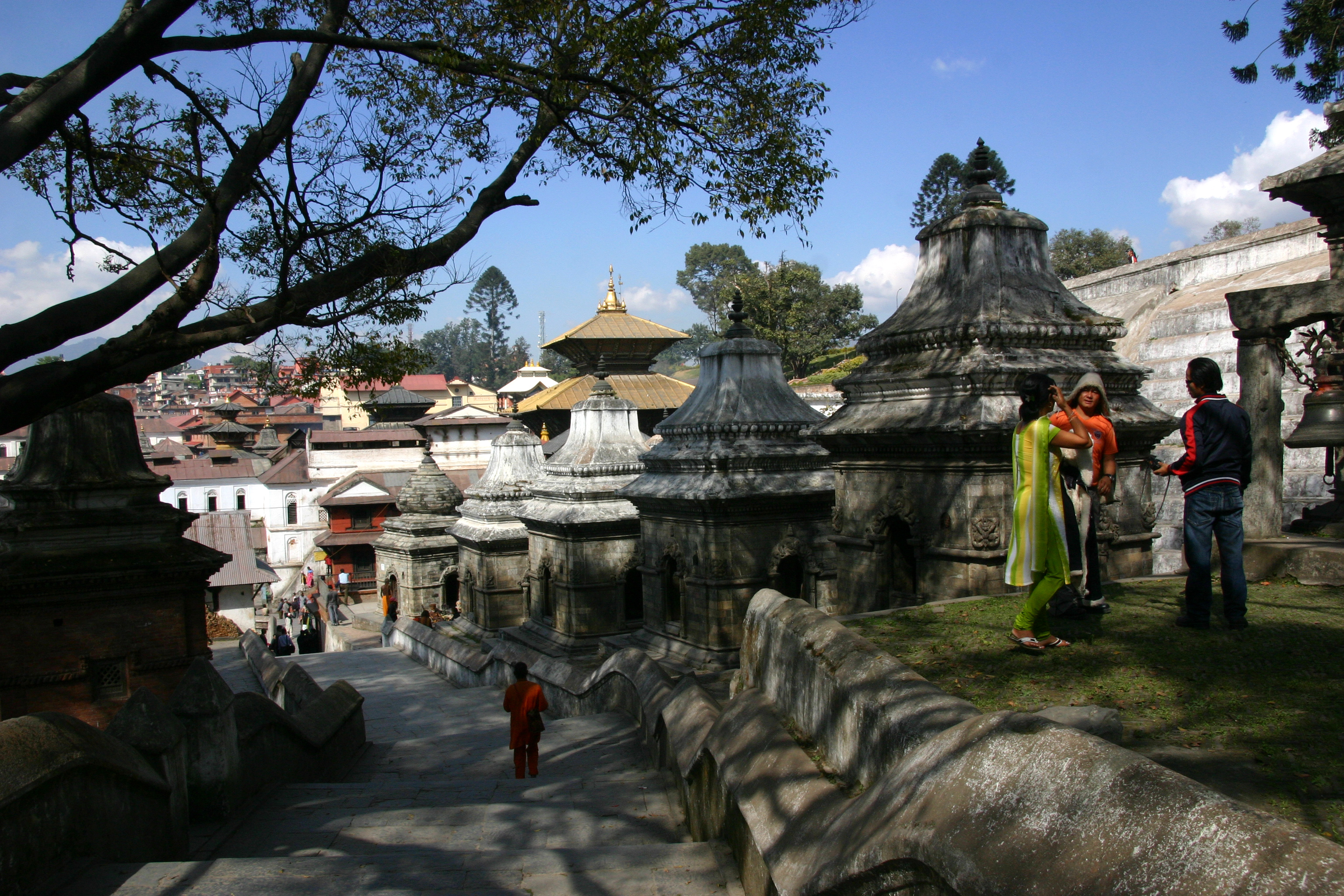
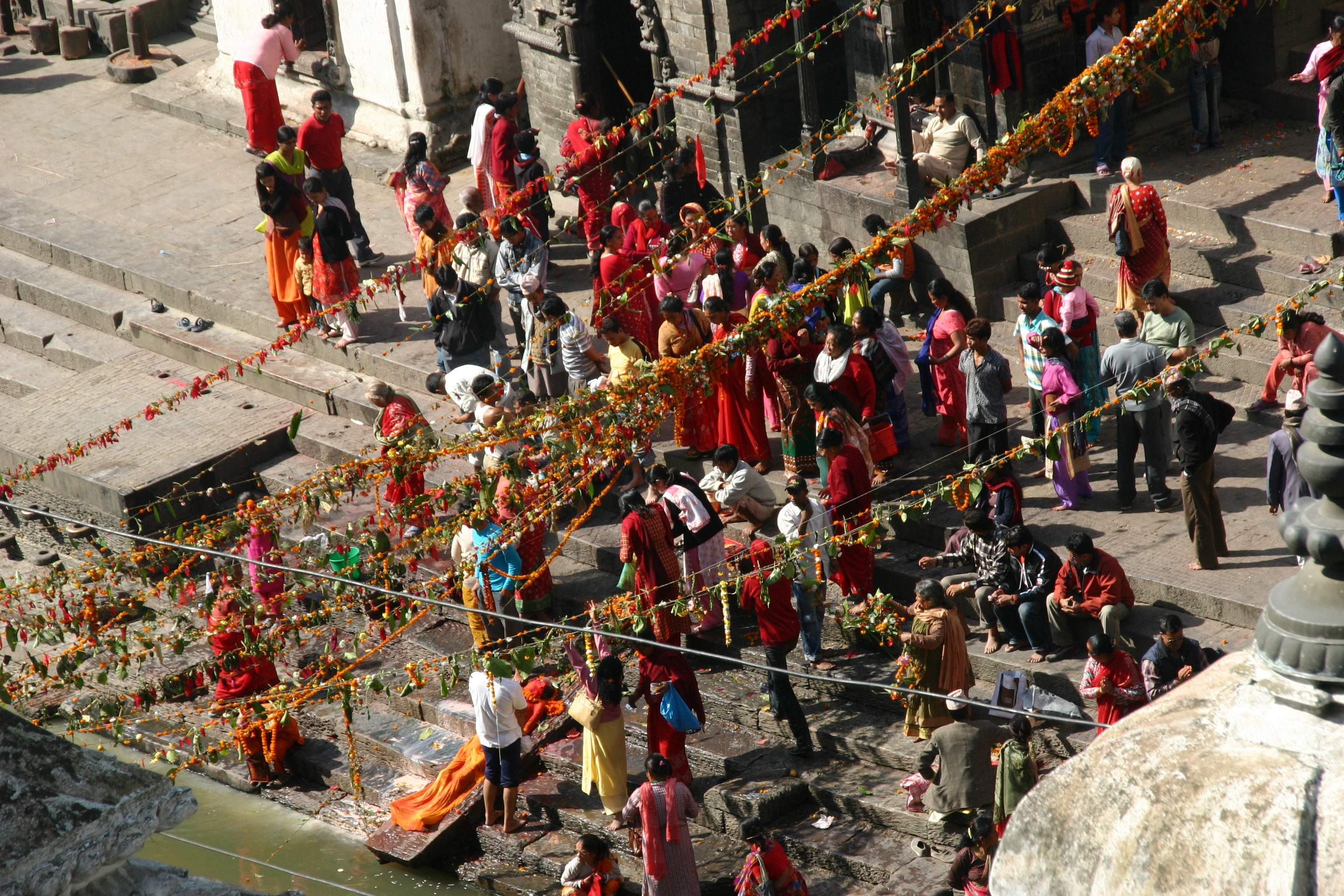
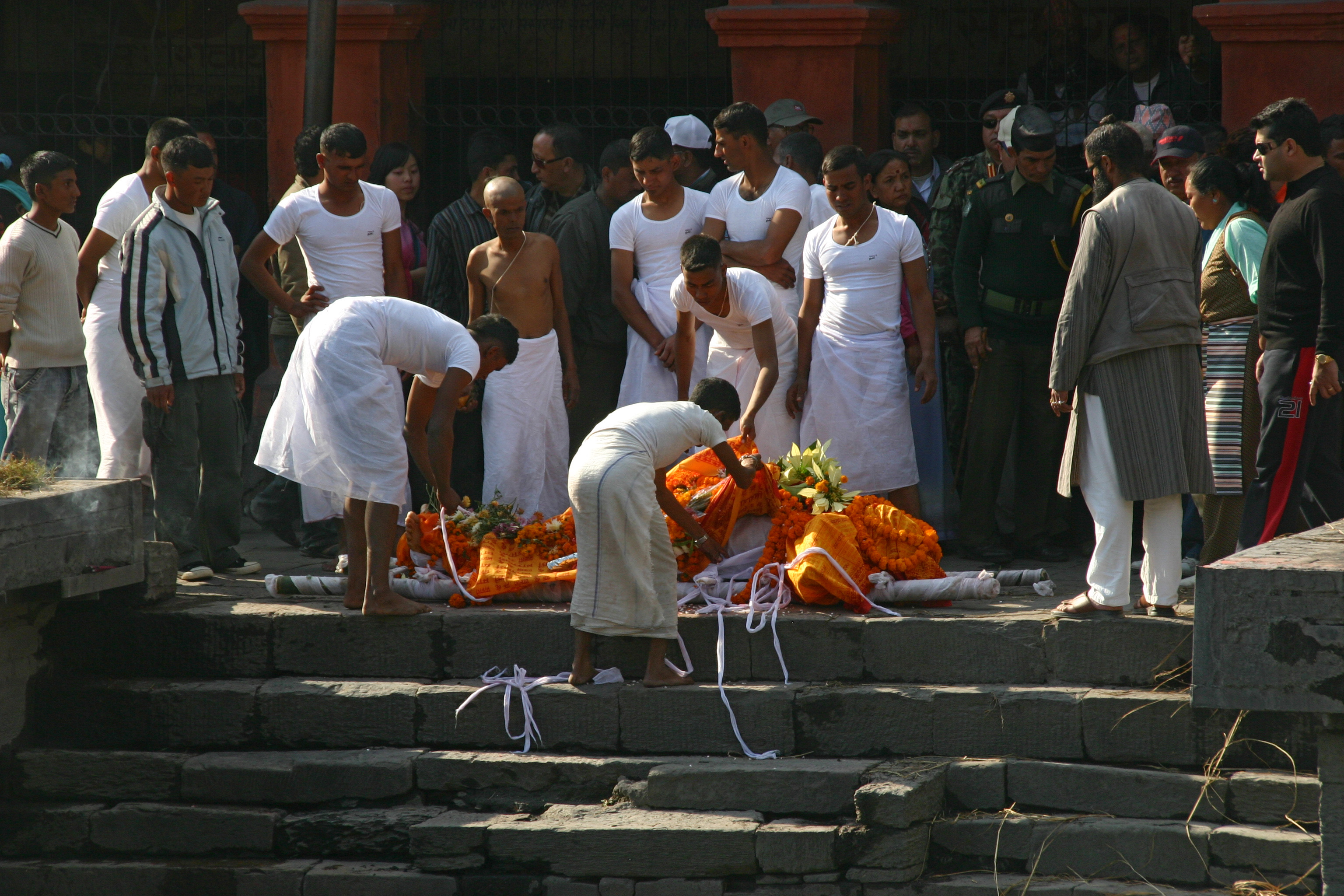
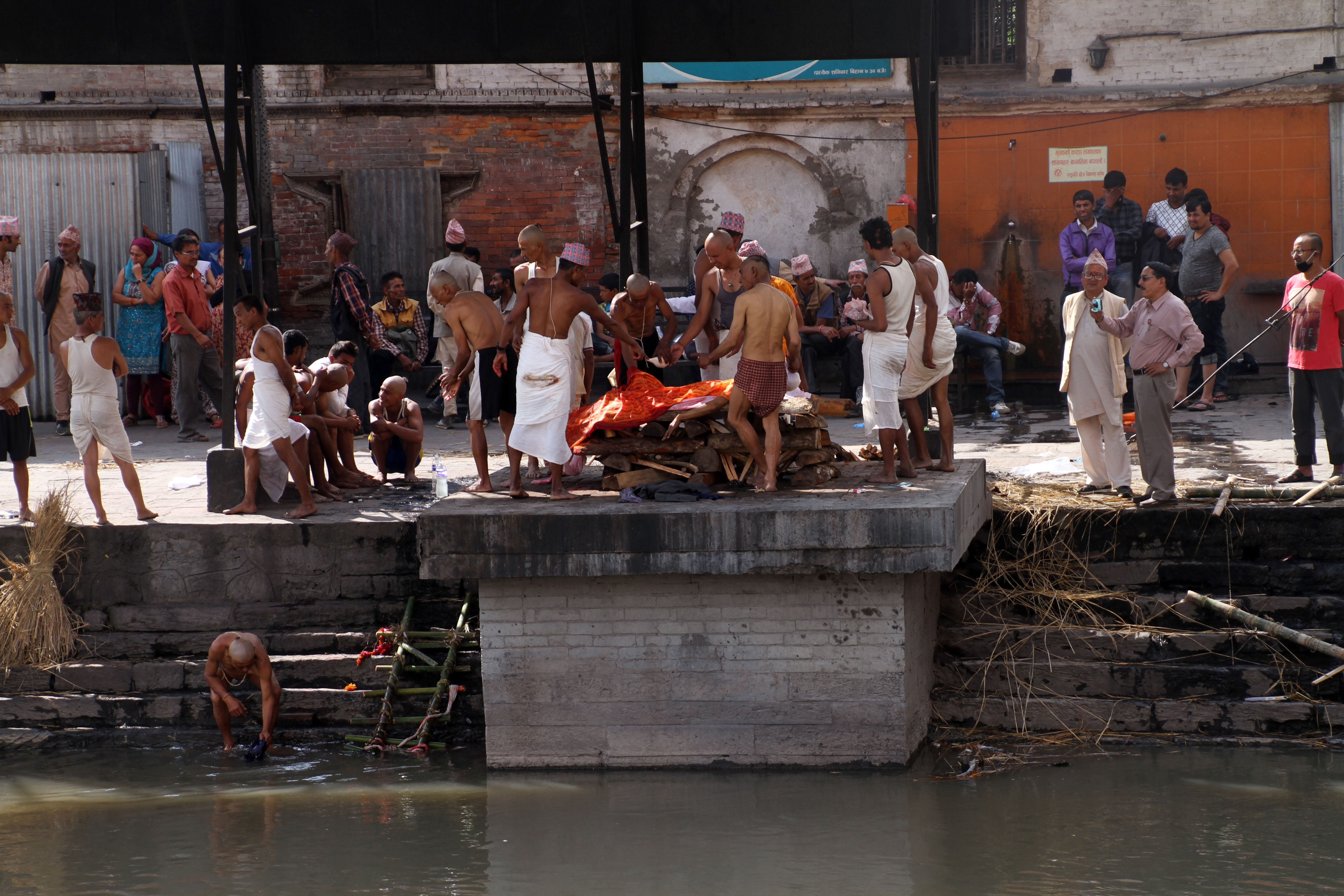
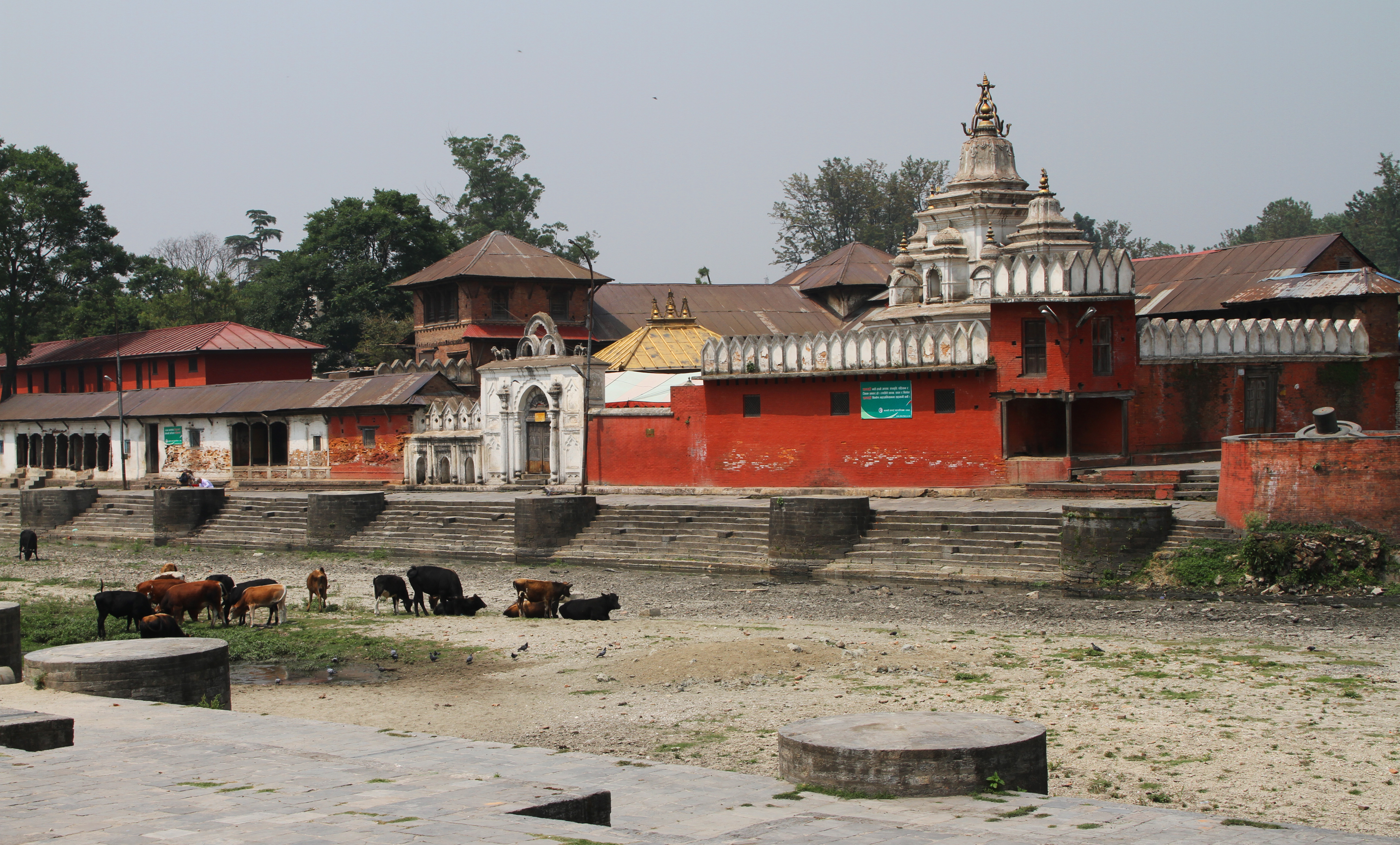